# Saint-Pierre-de-Chandieu
Saint-Pierre-de-Chandieu is een gemeente in het Franse departement Rhône (regio Auvergne-Rhône-Alpes) en telde op 1 januari 2022 4.588 inwoners.

## Geschiedenis
De gemeente maakte tot maart 2015 deel uit van het kanton Saint-Symphorien-d'Ozon dat tot 1 januari 2015 onderdeel was geweest van het arrondissement Lyon. Saint-Pierre-de-Chandieu werd afgescheiden van het kanton opgenomen in een nieuwgevormd kanton Genas. Beide kantons werden onderdeel van het arrondissement Villefranche-sur-Saône.

## Geografie
De oppervlakte van Saint-Pierre-de-Chandieu bedroeg op 1 januari 2022 29,28 vierkante kilometer; de bevolkingsdichtheid was toen 156,7 inwoners per km². In de gemeente ligt spoorwegstation Chandieu-Toussieu.

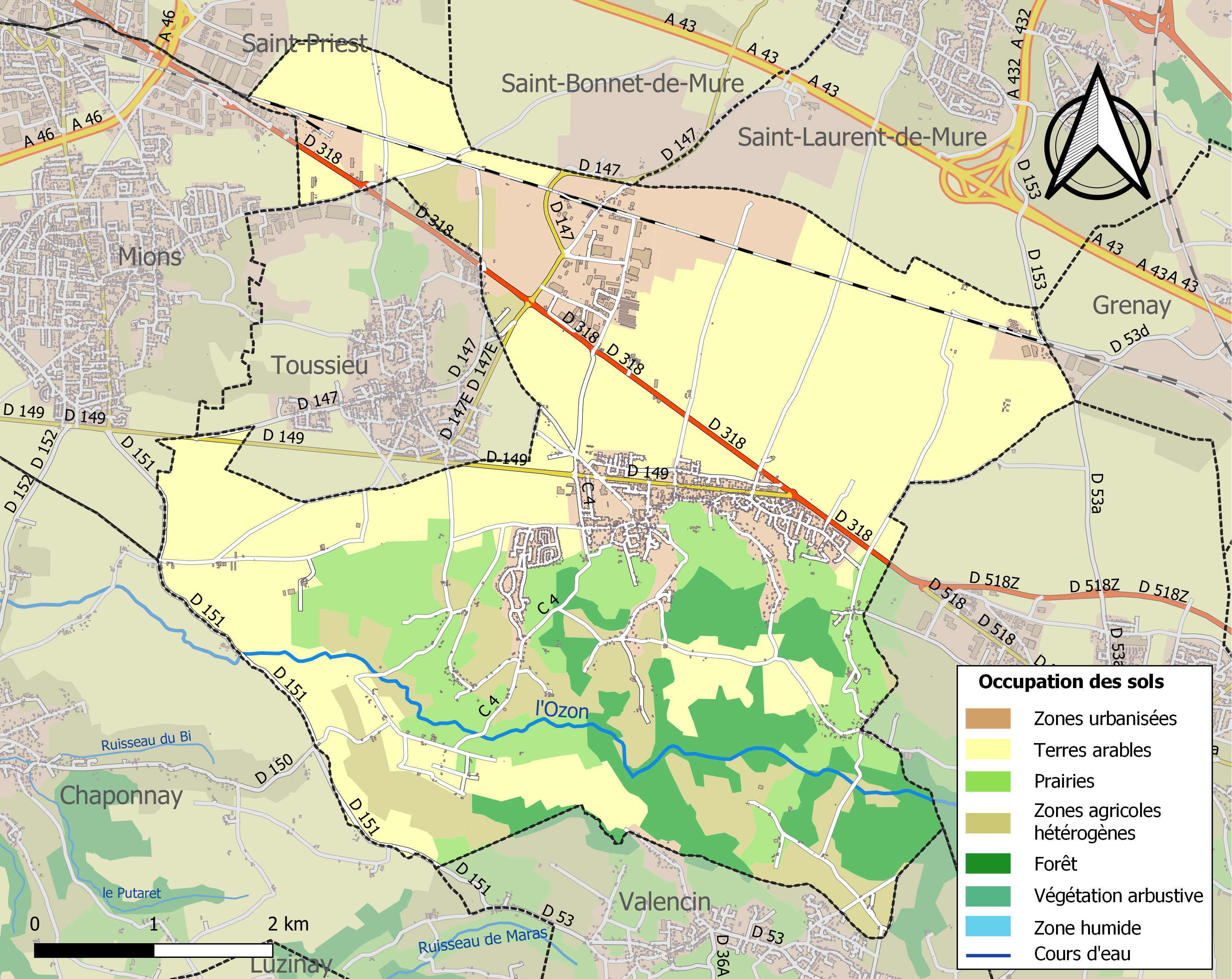
Kaart van de gemeente met de belangrijkste infrastructuur, bodemgebruik en omliggende gemeenten

## Demografie
Onderstaande figuur toont het verloop van het inwonertal (bron: INSEE-tellingen).